# Calau
Calau (dolnołuż. Kalawa; hist. Kalau, pol. hist. Kaława) – miasto w Niemczech w kraju związkowym Brandenburgia, w powiecie Oberspreewald-Lausitz na terenie Łużyc Dolnych. Miasto liczy 8813 mieszkańców, a jego powierzchnia wynosi 162,59 km².

## Historia

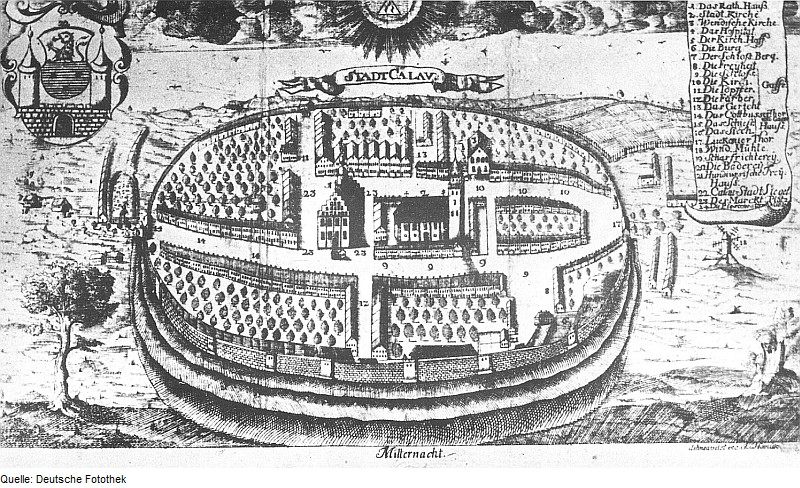
Kaława w XVIII wieku

W latach 1697–1706 i 1709-1763 miasto leżało w granicach unijnego państwa polsko-saskiego. Od 1806 w granicach Królestwa Saksonii, połączonego w latach 1807-1815 unią z Księstwem Warszawskim. Na mocy postanowień kongresu wiedeńskiego wraz z Dolnymi Łużycami przyłączone do Prus. Od 1871 w granicach Niemiec. W latach 1949–1990 część NRD. Do roku 1993 miasto wchodziło w skład powiatu Calau. Granice miasta poszerzano w latach 1926, 1950, 1957, 1960, 1965, 1969, 1974, 1987, 2001, 2003.

## Geografia
Miasto leży ok. 25 km na zachód od Chociebuża.

## Zabytki
- Pocztowy słup dystansowy z 1738 z inicjałami króla Polski Augusta III (AR – Augustus Rex – Król August)
- Kościół łużycki
- Kościół św. Bonifacego (rzymskokatolicki) z 1930
- Kościół miejski (luterański)
- Ratusz
- Gmach poczty
- Kościół w Buckow
- Kościół w Groß-Mehßow
- Dwór w Groß-Mehßow
- Dwór w Groß Jehser
- Kościół w Kemmen
- Kościół w Zinnitz (luterański)

## Współpraca
Miejscowości partnerskie:
- Mittweida, Saksonia
- Viersen, Nadrenia Północna-Westfalia

## Galeria

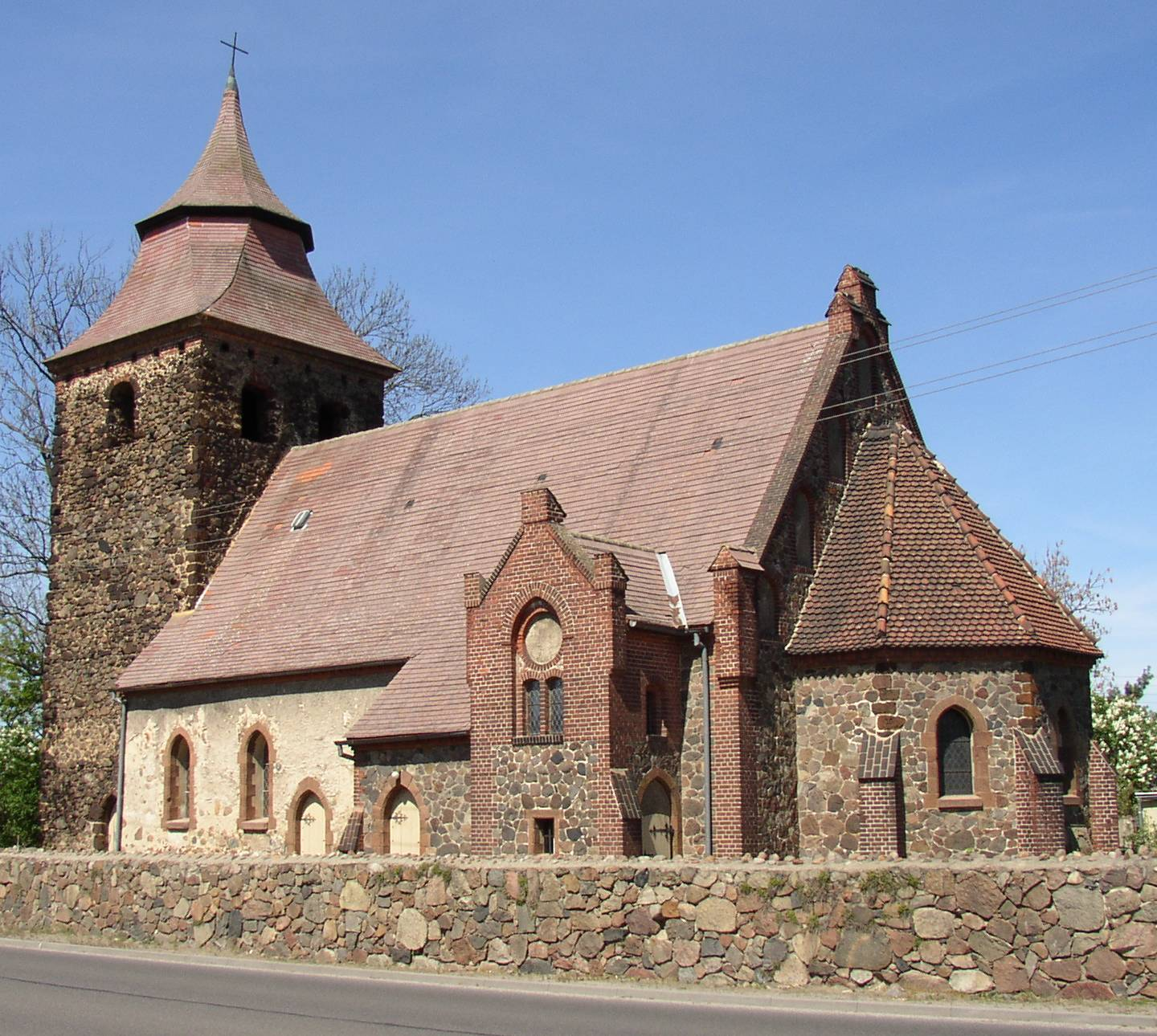
Kościół w dzielnicy Buckow
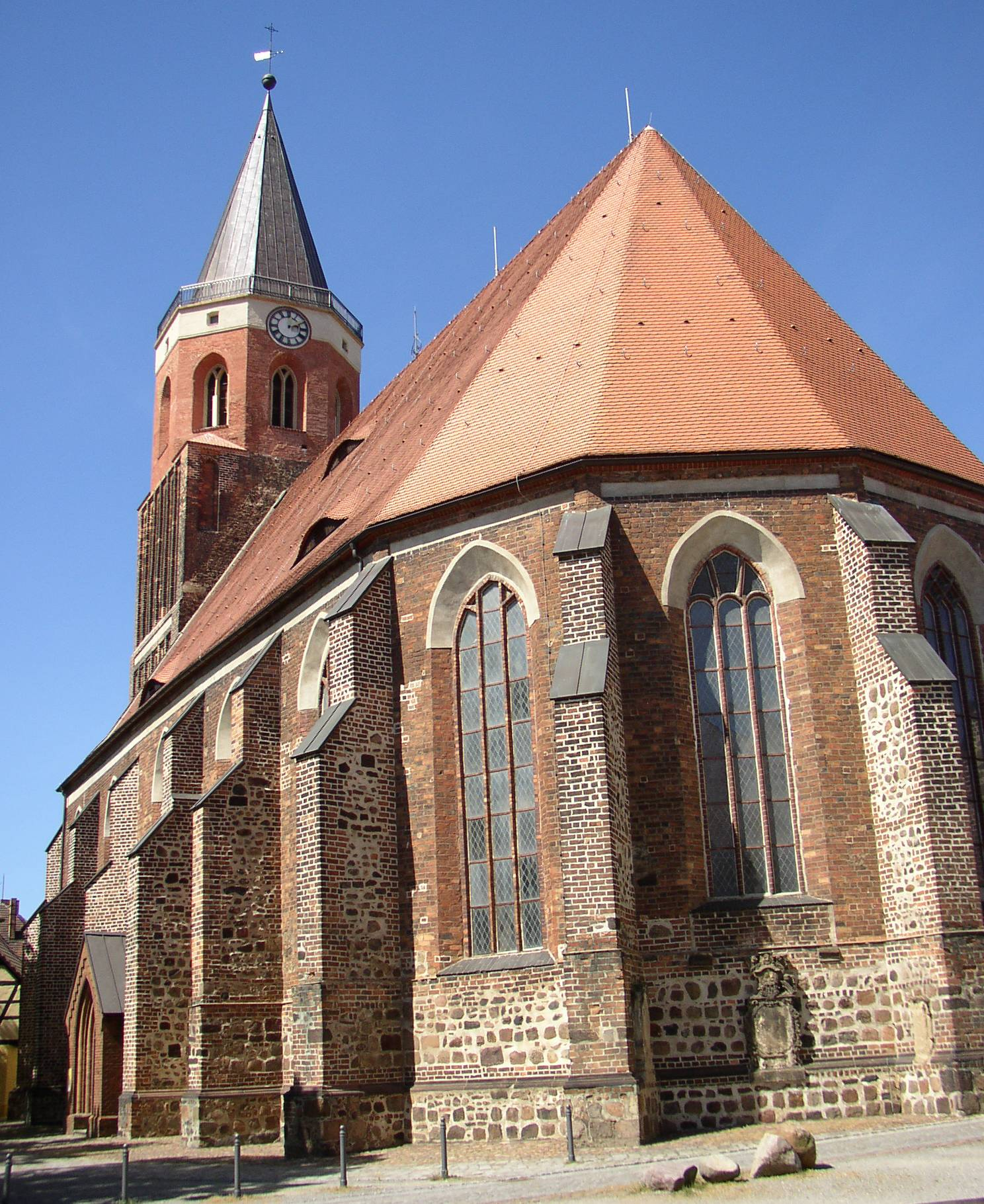
Kościół ewangelicki
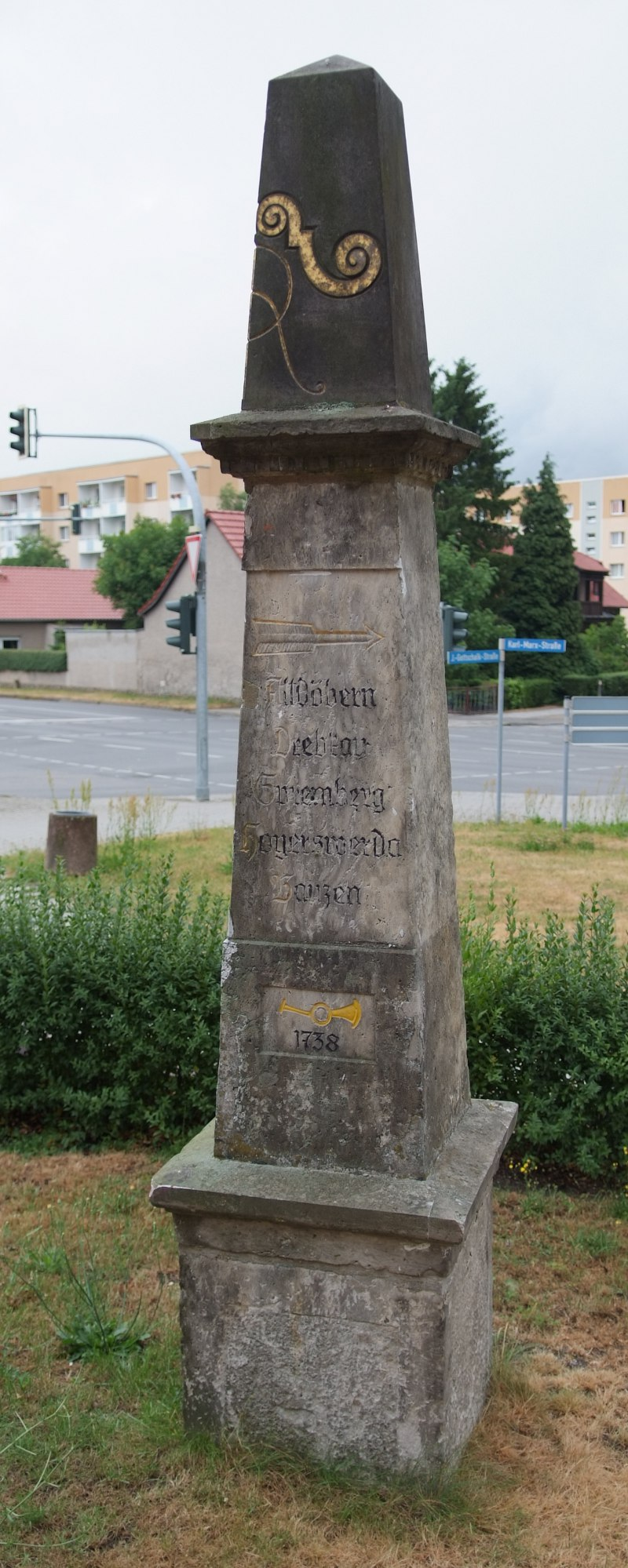
Słup dystansowy króla Augusta III
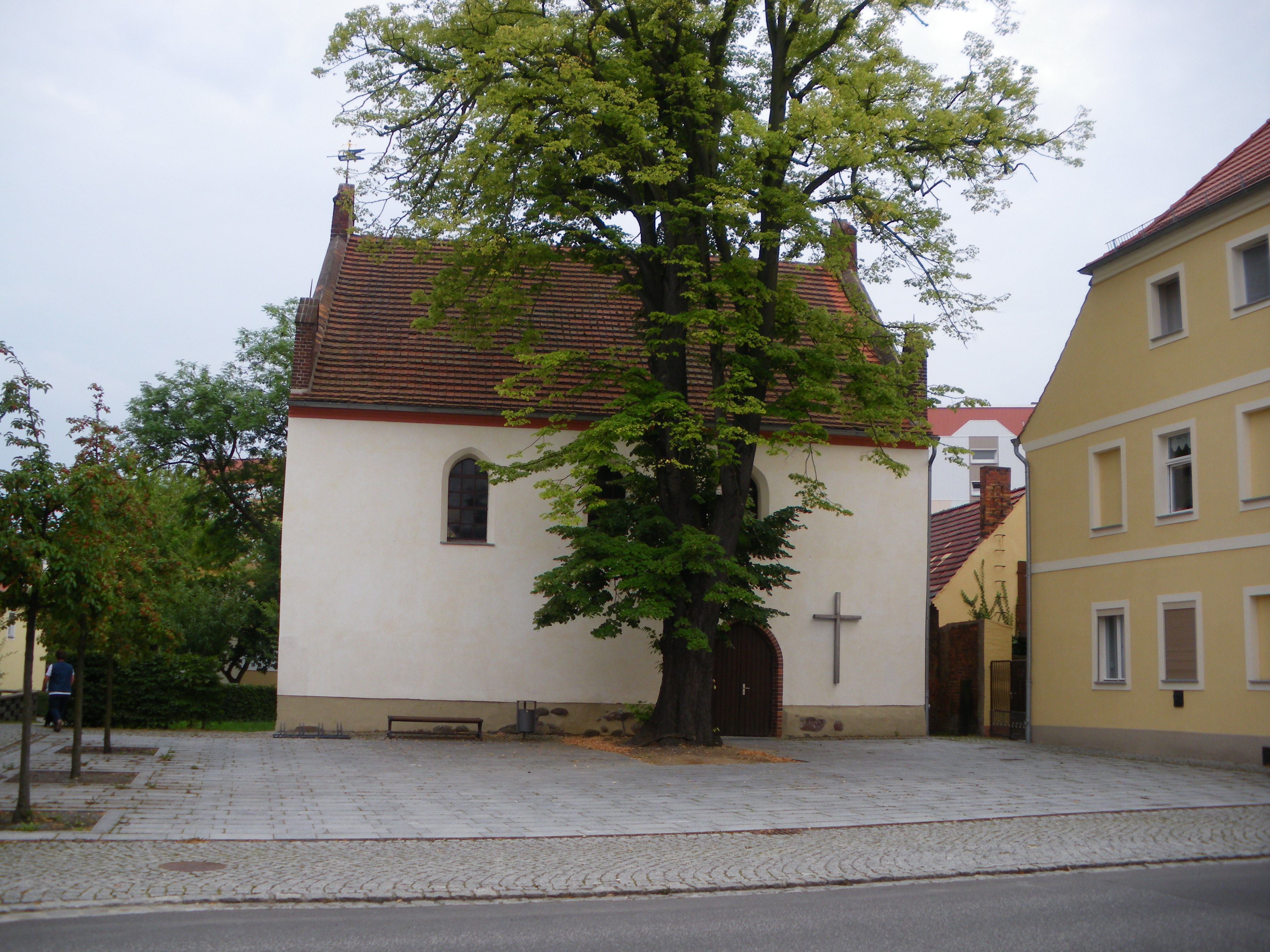
Kościół łużycki
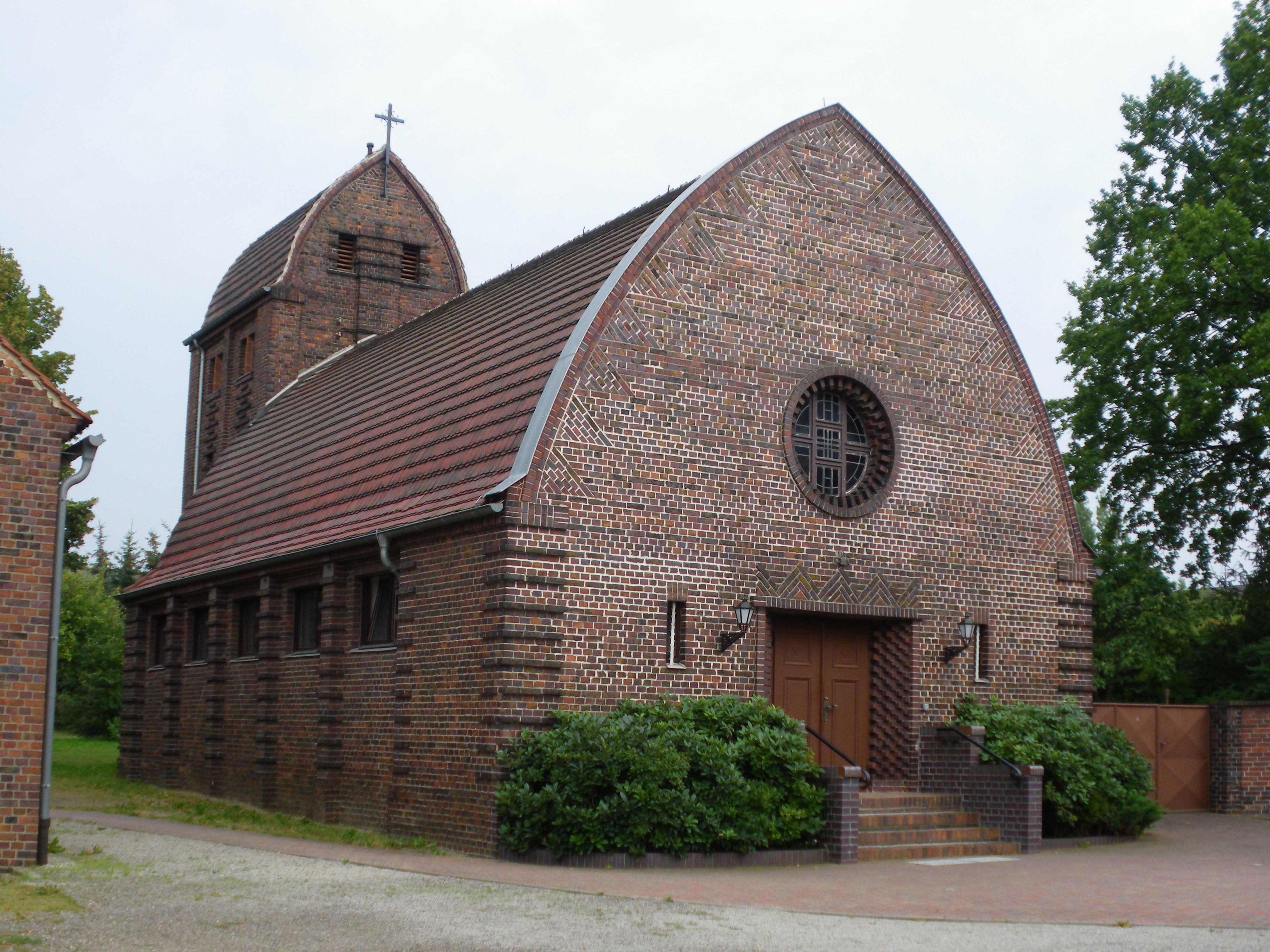
Kościół św. Bonifacego
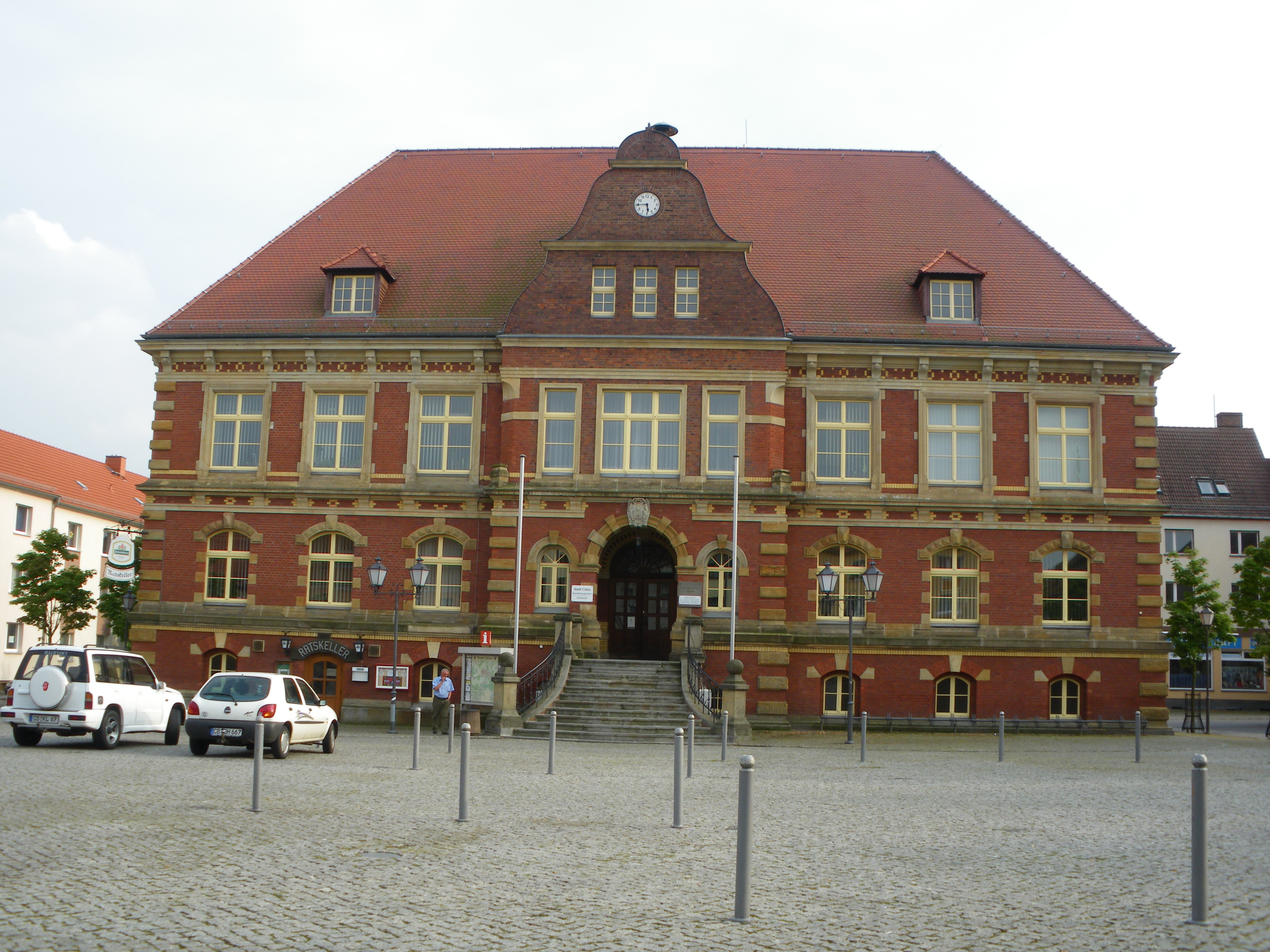
Ratusz
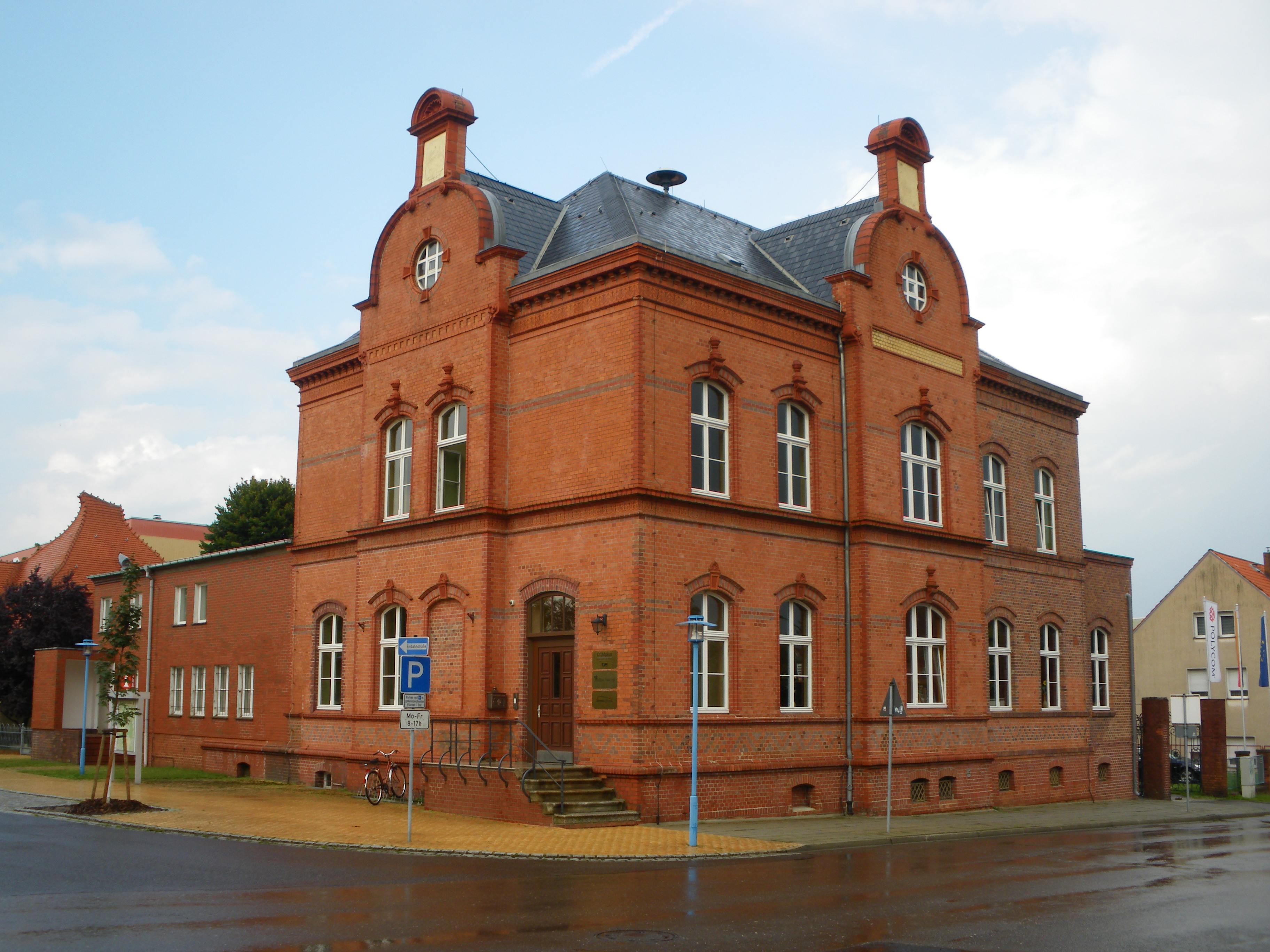
Gmach poczty
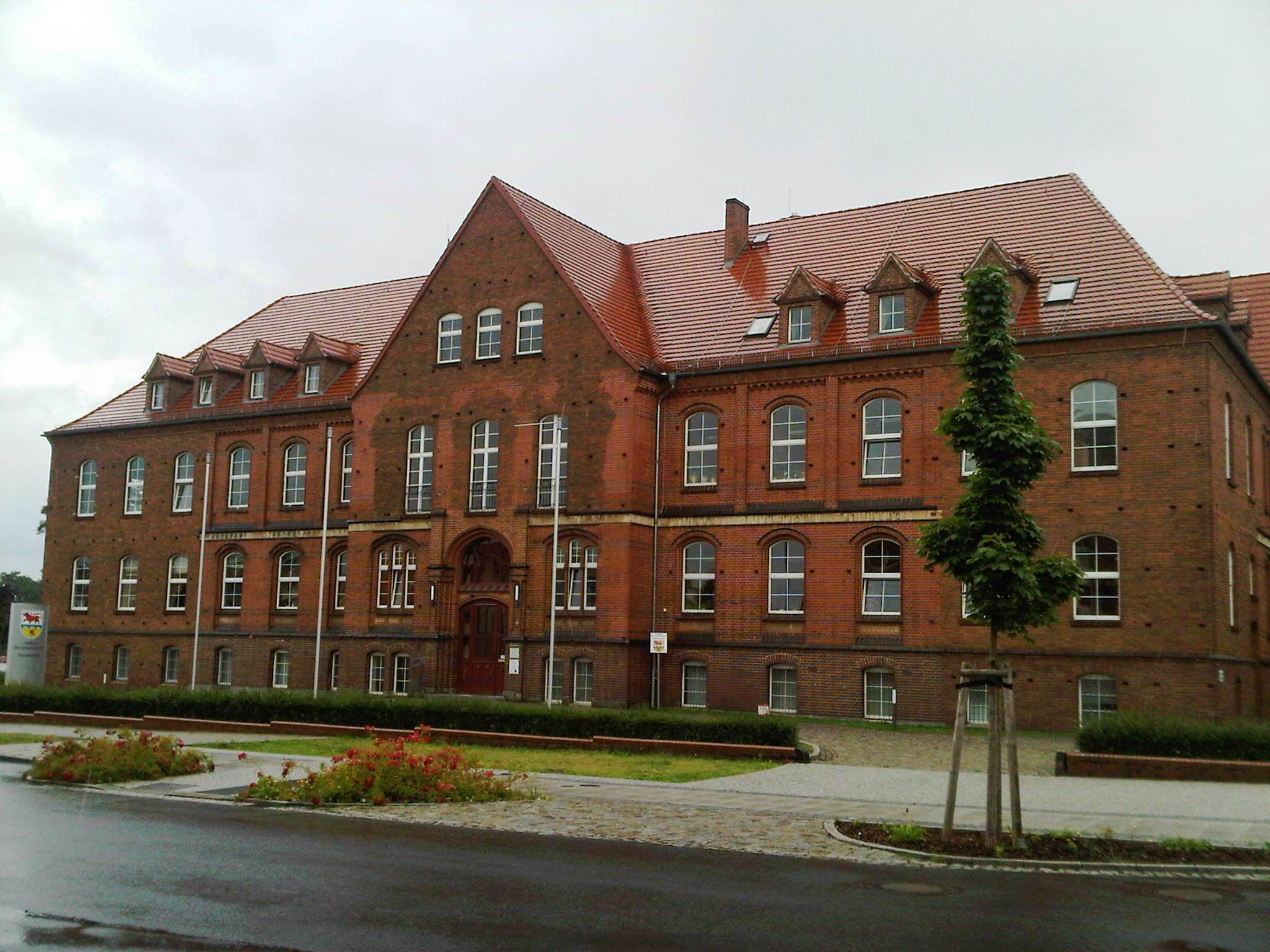
Siedziba władz powiatu
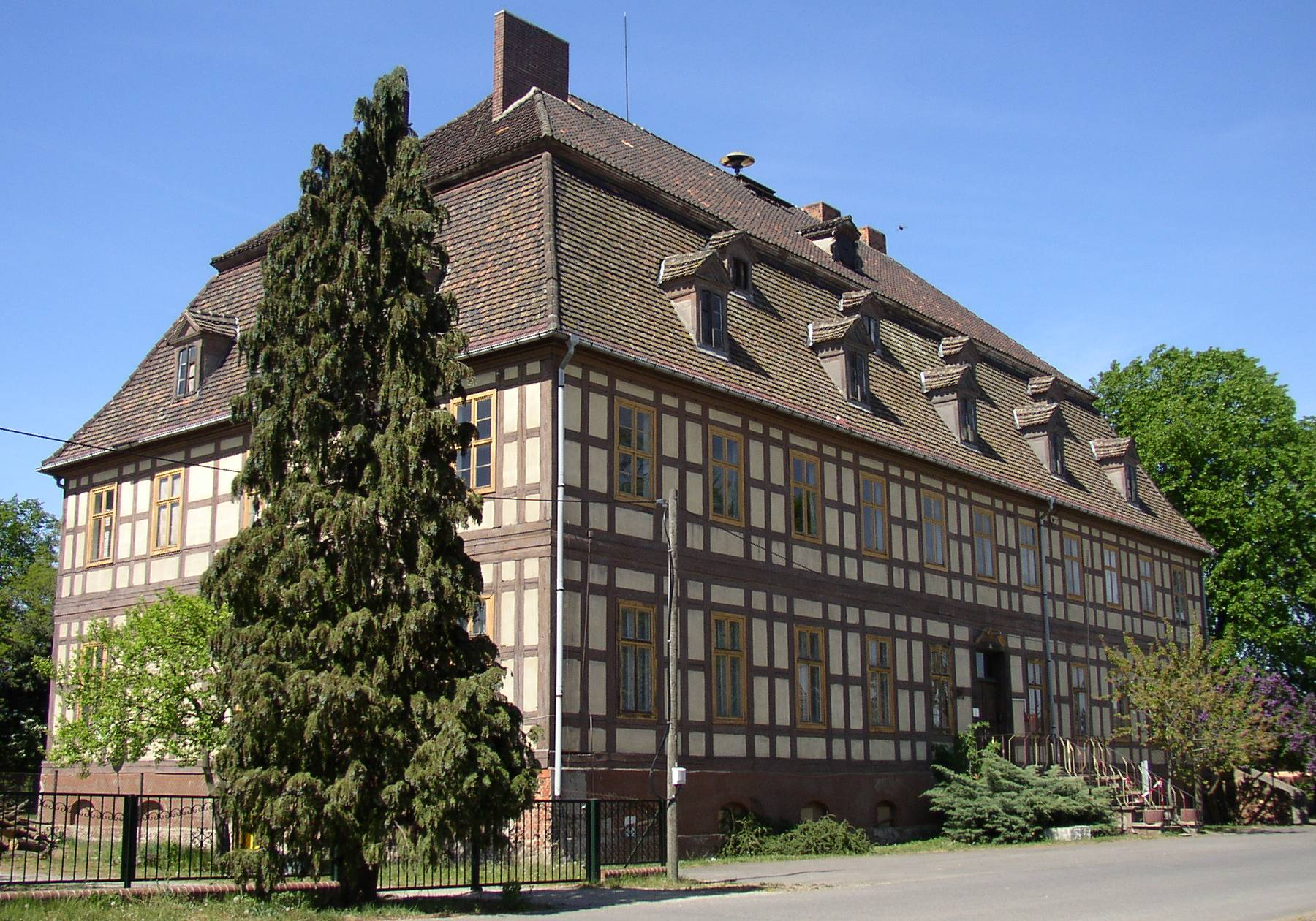
Dwór w Groß Jehser
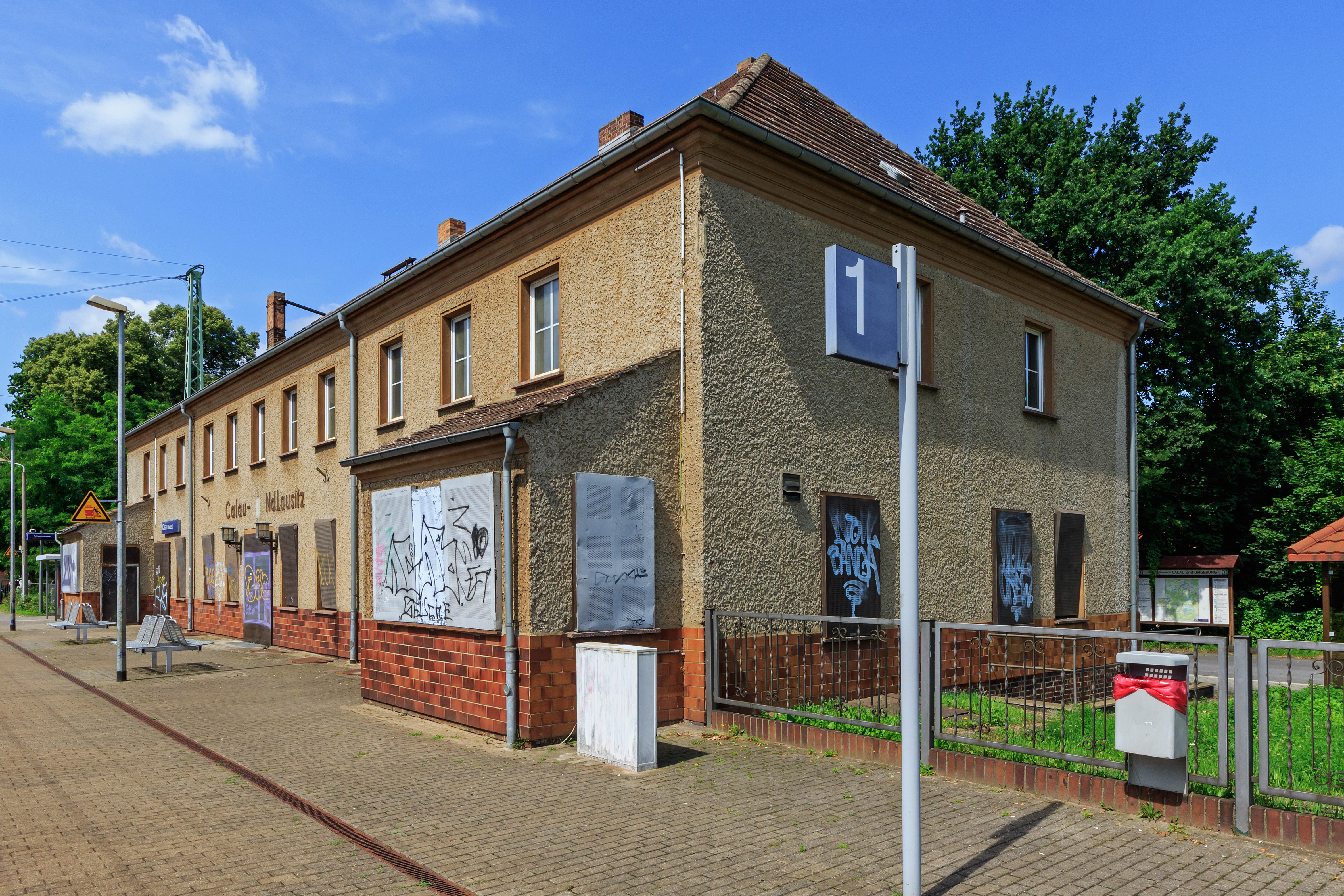
Dworzec kolejowy